# Löwe (Tierkreiszeichen)

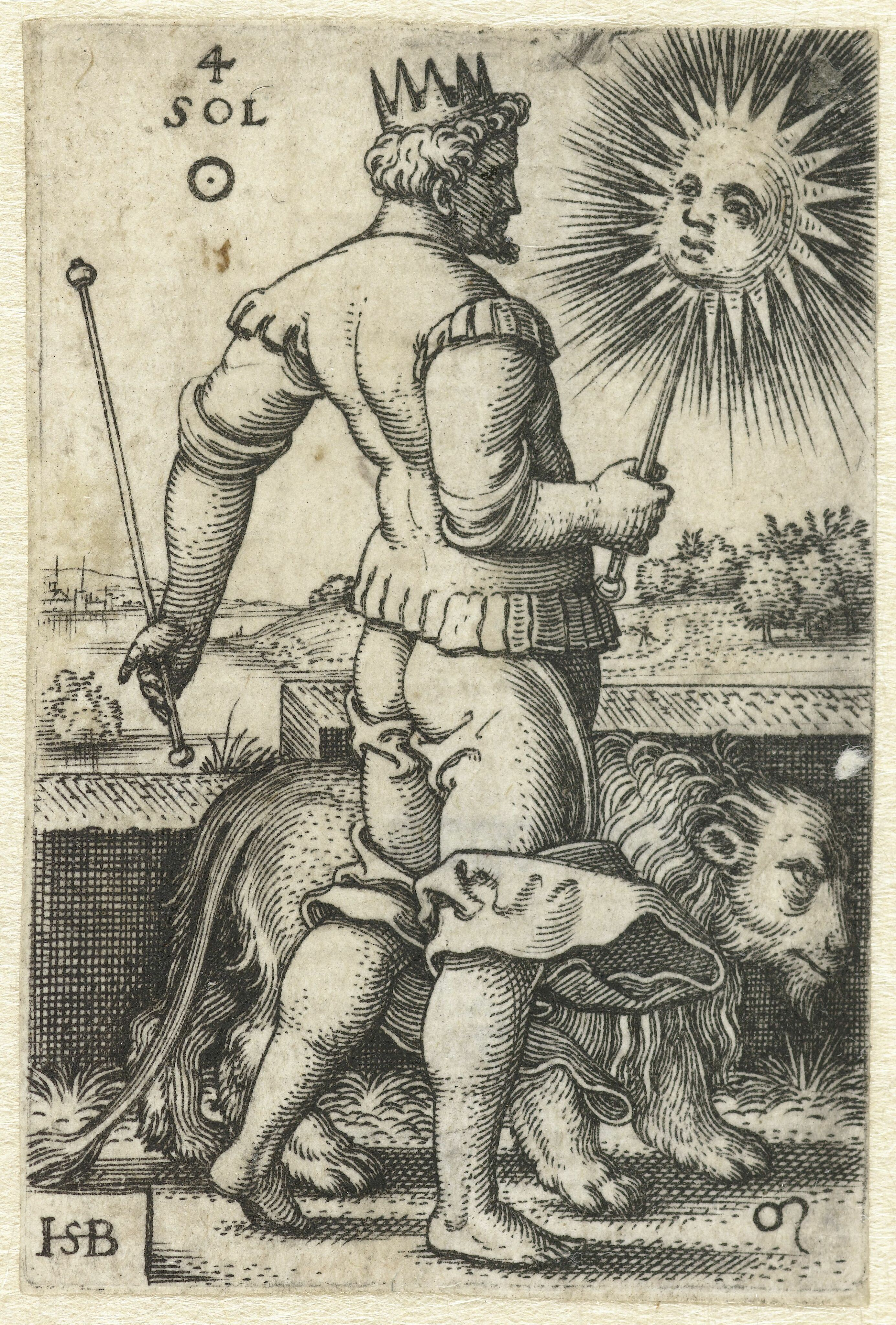
Die Sonne als Herrscherin des Zeichens (Stich von Hans Sebald Beham 1539)

Astrologisches Symbol des Löwen

Das Tierkreiszeichen Löwe (altgriechisch λέων Léōn, lateinisch Leo) entspricht dem fünften Abschnitt des Tierkreises von 120° bis 150° ekliptikaler Länge ab dem Frühlingspunkt.
Die Sonne befindet sich im Mittel in der Zeit zwischen 24. Juli und 23. August in diesem Zeichen. Aufgrund der Wanderung des Frühlingspunktes entspricht das Tierkreiszeichen Löwe heute nicht mehr dem Sternbild Löwe. Im Sternbild Löwe befindet sich die Sonne ungefähr in der Zeit zwischen 11. August und 17. September.
Nach dem Tetrabiblos des Claudius Ptolemäus
- ist der Löwe männlich (I.12) und
- die Sonne ist Herrscher des Zeichens. (I.17)

Als melothesische Entsprechung wurden dem Löwen in der antiken Iatroastrologie als menschliche Körperteile Bauch, Rücken und von den Organen das Herz zugeordnet. Die zugeordnete Gottheit war Jupiter.
Mit Schütze und Widder bildet der Löwe das Trigon des Elements Feuer, und mit Skorpion, Wassermann und Stier  das Quadrat der vier festen Zeichen.
Das Zeichen war bereits Teil des babylonischen Tierkreises. Auf den MUL.APIN-Tafeln erscheint es als „Löwe“ oder „Löwin“ (MUL.UR.GU.LA ur.gu.la).
Dargestellt wird das Zeichen seit der Antike als (meist liegender) Löwe, wobei sich der Kopf auf der linken Seite befindet. Das astrologische Symbol zeigt einen stilisierten Löwenkopf als Kreis mit daran in Form einer geschwungenen Linie angedeuteten Mähne.
Das Unicode-Zeichen für das Symbol ist U+264C (♌).